# Tom Pietermaat
Tom Pietermaat (6 settembre 1992) è un calciatore belga, centrocampista del Patro Eisden.

## Palmarès

### Club

#### Competizioni nazionali
- Campionato belga di seconda divisione: 1

Beerschot: 2019-2020